# Aldor
Aldor este un limbaj de programare. Este succesorul lui A# ca limbaj de extensie al sistemului de algebră al computerului Axiom.
Aldor combină caracteristici imperative, funcționale și orientate spre obiecte. Are un sistem de tip elaborat, „Aldor Programming Language”. Aldor.org. Accesat în 12 februarie 2017. Sintaxa lui ldor este puternic influențată de Pascal, dar este opțional sensibilă la indentare, folosind caracterele spațiului alb și regula extra-laterală, precum Python. În implementarea actuală, este compilată, dar este furnizat un ascultător interactiv.
Aldor este distribuit ca software liber și cu sursă deschisă, sub licența Apache 2.0.

## Istorie
Aldor a fost dezvoltat din 1985 în Centrul de Cercetare Thomas J. Watson sub îndrumarea lui Stephen M. Watt, de la începutul anilor 1990, în colaborare cu Grupul Algoritmilor Numerici. Inițial, limba a fost menționată ca A#, a fost folosită pentru a extinde axiomul și a fost distribuită din 1994 împreună cu Axiom. Acest lucru a dus la un alt nume intermediar, Axiom XL (Axiom Extension Language).
În 1994, compilatorul A# a fost pentru prima dată prezentat publicului. Acest compilator a tradus programele Aldor într-o limbă intermediară numită Foam, pentru care deja exista un compilator. Astfel, ar putea fi create atât programe independente, cât și biblioteci de programe. În plus, codul C și LISP ar putea fi, de asemenea generat. Compilatorul în sine a fost în principal scris în C, într-o mică măsură, de asemenea în A# și a fost executabil sub DOS, UNIX, OS/2 și alte sisteme de operare.
Din 1999, Aldor poate fi folosit împreună cu C++. Programele Aldor pot folosi codul scris în C++ și dacă este nevoie, compilatorul generează interfețele necesare pentru a apela subprograme scrise în Aldor dintr-un program C++.
Din 2001, Aldor este distribuit independent de Axiom pe site-ul propriu. În 2004, a fost publicată o interfață, ceea ce face posibilă utilizarea lui Aldor și cu Maple.
La Universitatea din Kent, Aldor-- a fost dezvoltat, un limbaj funcțional bazat pe un subset al limbii Aldor.

## Exemple
Programul Program Hello, world! arată astfel:
```
#include
 
"aldor"

#include
 
"aldorio"

stdout
 
<<
 
"Hello, world!"
 
<<
 
newline
;

```

Exemplu de tipuri dependente (din Ghidul utilizatorului):
```
#include
 
"aldor"

#include
 
"aldorio"

#pile

sumlist
(
R
:
 
ArithmeticType
,
 
l
:
 
List
 
R
)
:
 
R
 
==
 

    
s
:
 
R
 
:=
 
0
;

    
for
 
x
 
in
 
l
 
repeat
 
s
 
:=
 
s
 
+
 
x

    
s

import
 
from
 
List
 
Integer
,
 
Integer
,
 
List
 
SingleFloat
,
 
SingleFloat

stdout
 
<<
 
sumlist
(
Integer
,
 
[
2
,
3
,
4
,
5
])
 
<<
 
newline

stdout
 
<<
 
sumlist
(
SingleFloat
,
 
[
2.0
,
 
2.1
,
 
2.2
,
 
2.4
])
 
<<
 
newline

```

99 Sticle de bere
```
#include
 
"aldor"

#include
 
"aldorio"

import
 
from
 
Integer
,
 
String
;

bob
(
n
:
 
Integer
)
:
 
String
 
==
 
{

    
b
:
 
String
 
:=
 
" bottle"
;

    
if
 
n
 
~=
 
1
 
then
 
b
 
:=
 
b
 
+
 
"s"
;

    
b
 
+
 
" of beer"
;

}

main
()
:
 
()
 
==
 
{

    
n
:
 
Integer
 
:=
 
99
;

    
otw
:
 
String
 
:=
 
" on the wall"
;

    
--
 
refrain

    
while
 
n
 
>
 
0
 
repeat
 
{

        
stdout
 
<<
 
n
 
<<
 
bob
(
n
)
 
<<
 
otw
 
<<
 
", "
 
<<
 
n
 
<<
 
bob
(
n
)
 
<<
 
"."
 
<<
 
newline
;

        
stdout
 
<<
 
"Take one down and pass it around, "
;

        
n
 
:
=
 
n
 
-
 
1
;

        
if
 
n
 
>
 
0
 
then
 
stdout
 
<<
 
n
;

        
else
 
stdout
 
<<
 
"no more"
;

        
stdout
 
<<
 
bob
(
n
)
 
<<
 
otw
 
<<
 
"."
 
<<
 
newline
;

        
stdout
 
<<
 
newline
;

    
}

    
--
 
last
 
verse

    
stdout
 
<<
 
"No more"
 
<<
 
bob
(
n
)
 
<<
 
otw
 
<<
 
", no more"
 
<<
 
bob
(
n
)
 
<<
 
"."
 
<<
 
newline
;

    
stdout
 
<<
 
"Go to the store and buy some more, "
;

    
n
:
 
Integer
 
:=
 
99
;

    
stdout
 
<<
 
n
 
<<
 
bob
(
n
)
 
<<
 
otw
 
<<
 
"."
 
<<
 
newline
;

}

main
();

```